# W-CDMA
W-CDMA (Wideband Code Division Multiple Access – širokopásmový vícenásobný přístup s kódovým dělením) je technologie pro rádiovou část UMTS (Universal Mobile Telecommunications System), který je součástí rodiny 3G standardů ITU IMT-2000 – tj. dalším vývojovým stupněm sítí GSM.
W-CDMA je modulační technika s rozprostřeným spektrem využívající kanály s mnohem větší šířkou pásma, než odpovídá přenosové rychlosti. V jednom kanále ale může pracovat mnoho stanic, protože použitá přístupová metoda CDMA umožňuje vybrat požadovaný signál ze směsi mnoha signálů. Pro zajištění obousměrné komunikace se používá buď FDD – frekvenční oddělení obou směrů komunikace, nebo TDD – časové oddělení.
UMTS využívá páteřní síť odvozenou od GSM, což zajišťuje zpětnou kompatibilitu služeb a dovoluje bezproblémový přechod mezi přístupovými technologiemi GSM a W-CDMA.

## Historie
W-CDMA specifikace vytvořila pracovní skupina pro síť radiového přístupu (RAN) organizace 3GPP, a byly zmrazeny ve verzi Release 99.
První síť založená na W-CDMA byla spuštěna v roce 2001 v Japonsku; jednalo se o síť Foma společnosti NTT DoCoMo.
W-CDMA představuje významný krok ve vývoji od GSM, z něhož vycházejí rychlejší technologie s vyšší spektrální účinností, které jsou postupně začleňovány do 3GPP standardů.
Na konci roku 2007 představovalo W-CDMA více než 70% podíl z komerčních sítí 3G, s více než 190 sítěmi v 83 zemích a více než 160 miliony účastníky, z toho 75 milionů účastníků přibylo mezi zářím 2006 a 2007. V roce 2007 W-CDMA zaznamenalo průměrný přírůstek 6,6 milionů účastníků za měsíc. V roce 2012 se v Evropě prodávalo mnohem více mobilních telefonů s podporou W-CDMA než telefonů 2G, protože zákazníci nakupovali chytré mobilní telefony, u kterých byla obvyklá podpora W-CDMA.
Od roku 2006 proběhl v UMTS sítích v mnoha zemích přechod na vysokorychlostní připojení HSDPA označované jako 3.5G. Po roce 2010 jsou mobilní sítě rozšiřovány o technologie LTE LTE Advanced, od roku 2019 o technologie 5G.

## Technické řešení
W-CDMA používá ve většině zemí dosud nevyužívané pásmo 1,9 až 2,2 GHz. Standard definuje jak terestrickou (pozemní) tak satelitní mobilní službu. Té pozemní se říká UTRA (UMTS Terrestrial Radio Access). Satelitní S-UMTS nebo též USRA se zatím ani vzdáleně neblíží implementaci.
Kvůli širší kompatibilitě je zde definovaný frekvenčně dělený duplex (FDD či též UTRA FDD) pro párové spektrum a časově dělený duplex TDD pro spektrum nepárové, zvaný též TD-CDMA nebo UTRA TDD. Šířka kanálu je standardně 5 MHz, zvažuje se používání i dílů a násobků této základní šířky.
Na WWW serveru 3GPP se nachází téměř 200 specifikací a zpráv týkajících se W-CDMA, především v řadě 25.